# Píseň pro nevěstu
Píseň pro nevěstu (v anglickém originále The Wedding Singer) je americký hraný film z roku 1998. Natočil jej režisér Frank Coraci podle scénáře Tima Herlihyho. Hudbu k němu složil Teddy Castellucci. Hlavní roli svatebního zpěváka Robbieho Harta v něm ztvárnil Adam Sandler. Roli servírky Julie Sullivan, do níž se Sandlerova postava zamiluje, v něm hrála Drew Barrymoreová. Dále ve filmu hráli například Steve Buscemi, Christine Taylor a Angela Featherstone. Rovněž zde vystupoval zpěvák Billy Idol (jako on sám).